# آدم إف. غولدبرغ
آدم إف. غولدبرغ (بالإنجليزية: Adam Frederick Goldberg)‏ هو منتج أفلام وكاتب سيناريو أمريكي، ولد في 2 أبريل 1976 في فيلادلفيا في الولايات المتحدة.

## أعماله
ذا جولدبيرغ

## وصلات خارجية
- آدم إف. غولدبرغ على موقع IMDb (الإنجليزية)
- آدم إف. غولدبرغ على موقع روتن توميتوز (الإنجليزية)
- آدم إف. غولدبرغ على موقع ألو سيني (الفرنسية)
- آدم إف. غولدبرغ على موقع أول موفي (الإنجليزية)
- آدم إف. غولدبرغ على موقع قاعدة بيانات الفيلم (الإنجليزية)
- آدم إف. غولدبرغ على موقع كينوبويسك (الروسية)